# 刘必治
刘必治（英語：Bede Liu，1934年—），普林斯顿大学荣誉教授，IEEE傅立叶信号处理奖获得者。他是美国国家工程院院士，拥有多项专利。
刘必治1934年生于上海，在国立台湾大学获得電機工程学士学位，1956年和1960年分别获得纽约大学坦登工程学院硕士和博士学位。